# Florentin-la-Capelle
Florentin-la-Capelle település Franciaországban, Aveyron megyében. Lakosainak száma 281 fő (2022. január 1.). Florentin-la-Capelle Campouriez, Entraygues-sur-Truyère, Golinhac, Montpeyroux, Le Nayrac és Saint-Amans-des-Cots községekkel határos.

## Népesség
A település népessége az elmúlt években az alábbi módon változott:
| Lakosok száma | 532  | 434  | 401  | 331  | 301  | 283  | 279  | 282  | 283  | 281  |
|               | 1968 | 1982 | 1990 | 2006 | 2013 | 2015 | 2017 | 2019 | 2020 | 2022 |